# 4819 Gifford
4819 Gifford eller 1985 KC är en asteroid i huvudbältet som upptäcktes den 24 maj 1985 av det nyzeeländska astronomparet Pamela M. Kilmartin och Alan C. Gilmore vid Mount John University Observatory. Den är uppkallad efter Charles Gifford.
Asteroiden har en diameter på ungefär 3 kilometer.